# Гай Анній Ануллін
Гай Анній Ануллін (*Gaius Annius Anullinus, д/н — після 314) — державний і військовий діяч Римської імперії.

## Життєпис
Походив зі знатного роду Анніїв Ануллінів. Син сенатора Гая Аннія Анулліна, вільновідпущеником якого був батько Діоклетіана, майбутнього імператора. Народився в провінції Проконсульська Африка.
У 295 році стає консулом (разом з Марком Нуммієм Туском). З 1 липня 302 року по 1 липня 305 року перебував на посаді проконсула провінції Африка. У цей час контролював виконання едиктів проти християн, виданих імператором Діоклетіаном. Ануллін подорожував містами провінції, забезпечуючи виконання антихристиянського законодавства. За його наказом був страчений Фелікс, єпископ Тібіукі, який відмовився передати копії християнських писань владі. Ануллін здійснював нагляд за приведенням у виконання вироку щодо 49 християн в м. Абітін, наказав стратити Кріспіну Тагарську, що відмовилася принести жертву поганським богам, виніс вирок у справі трьох дівчат з Тубургі і Перпетуї. Втім зрештою зрозумів неможливість повністю придушити християнський рух, тому став переконувати місцеве населення, що він виконує антихристиянські едикти лише в обмежених і необхідних масштабах, не так завзято, щоб це вплинуло на мирне життя провінції.
Після того, як гоніння закінчилися, пам'ятники і будівлі, зведені Анулліном під час свого перебування на посаді проконсула, були навмисно зіпсовані місцевими християнами .
19 березня 306 року був призначений імператором Флавієм Севером міським префектом Риму. 307 року змовився з префектом преторія і трибуном міських когорт Лукіаном, щоб надавати підтримку узурпатору Максенцію. Останній перепризначив Анулліна міським префектом. Анулліна називають третім серед сенаторів, які надали 600 тисяч сестерціїв для спорудження будівлі, що свідчить про його заможність.
312 року після поразки Максенція в битві біля Мульвійского мосту привітав переможця — Костянтина I, коли той увійшов до Риму. Завдяки цьому залишився на посаді до грудня 312 року. 
313 року отримав наказ імператора Костянтина I відновити церкви ордоксів, але водночас дістав розпорядження щодо переслідування донатистів. 314 року напередодні Арльського собору Ануллін повідомляв про Цециліана, єпископа Карфагена. Подальша доля невідома.

## Родина
- Гай Анній Ануллін, проконсул Африки в 313 році
- Аннія, дружина Луція Публілія Петронія Волузіана